# Barry Boehm
Pour les articles homonymes, voir Boehm.
Barry W. Boehm, né le 16 mai 1935 à Santa Monica et mort le 20 août 2022, est un ingénieur américain, professeur émérite de génie logiciel au département de science informatique de l'université de Californie du Sud et connu pour ses nombreuses contributions à l'ingénierie logicielle comme le modèle en spirale ou COCOMO, une méthode d'estimation de charges des développements informatiques